# Vittorio Grilli

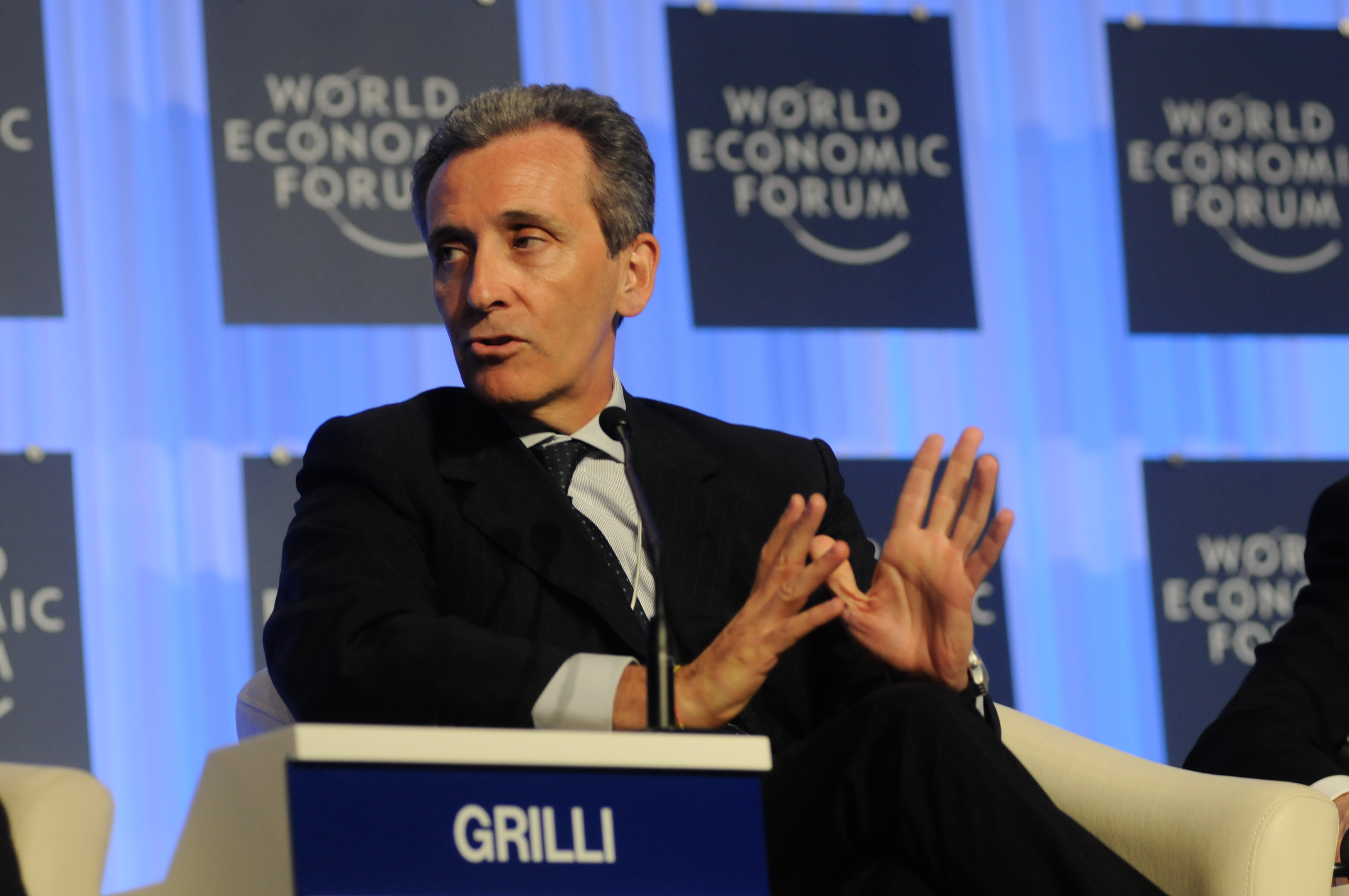
Grilli während des WEFs 2012

Vittorio Umberto Grilli (* 19. Mai 1957 in Mailand) ist ein italienischer Wirtschaftswissenschaftler. Er war unter anderem als Hochschullehrer, als Bankmanager und als Ministerialbeamter tätig. Von Juli 2012 bis April 2013 war er Wirtschafts- und Finanzminister Italiens.

## Werdegang
Vittorio Grilli studierte an der Wirtschaftsuniversität Luigi Bocconi in Mailand. Nach seinem Abschluss erwarb er in den Vereinigten Staaten erst einen Master und dann einen Ph.D. in Wirtschaftswissenschaften an der University of Rochester, New York. In den USA lehrte er von 1986 bis 1990 an der Yale University, von 1990 bis 1994 dann in England am Birkbeck College der Universität London.
1993 wurde er als Finanzexperte in einen Beirat des italienischen Schatzministeriums berufen. Zwischen 1994 und 2000 leitete er im Schatzministerium die Abteilung für Wirtschafts- und Finanzanalysen und Privatisierungen, von 1996 bis 1997 die Abteilung für das Vermögens- und Schuldenmanagement. Es folgte eine Tätigkeit als Managing Director der Credit Suisse First Boston in London.
Nachdem im Jahr 2001 durch eine Fusion das neue italienische Ministerium für Wirtschaft und Finanzen entstanden war, übernahm Grilli im Jahr 2002 dort die Haushaltsabteilung (Ragioneria Generale dello Stato). Von 2005 bis 2011 stand er unter den Regierungen von Silvio Berlusconi und Romano Prodi an der Spitze der Abteilung für Schatzangelegenheiten (Dipartimento del Tesoro, engl. Treasury). Daneben leitete er auch eine Arbeitsgruppe, die die Ecofin-Treffen der EU-Finanzminister vorbereitet.
Als Mario Monti am 16. November 2011 zum Ministerpräsidenten und zugleich zum Minister für Wirtschaft und Finanzen ernannt wurde, übernahm Vittorio Grilli als Vizeminister die stellvertretende Leitung des Wirtschafts- und Finanzministeriums. Am 11. Juli 2012 übertrug Monti die Leitung des Ministeriums ganz Vittorio Grilli, der damit als Minister auch vollgültiges Kabinettsmitglied wurde. Grilli behielt das Ministeramt bis zum 28. April 2013, um es dann an Fabrizio Saccomanni abzugeben.
Vittorio Grilli war im Lauf der Zeit Mitglied in Führungs- oder Aufsichtsgremien folgender Unternehmen, Institute oder Organisationen: Istituto italiano di tecnologia, Cassa Depositi e Prestiti, Istituto Nazionale di Genetica Molecolare, Scuola Superiore Sant’Anna, Enel, Alitalia, Artigiancasse, CONSAP, CONSIP, Wind Telecomunicazioni, Europäische Investitionsbank, ISPE, ISAE, Arcus, Commissione di Garanzia per l’Informazione Statistica.
Vittorio Grilli ist Mitglied der wirtschaftswissenschaftlichen Denkfabrik BRUEGEL und des Aspen Institute Italia.